# Maulesel

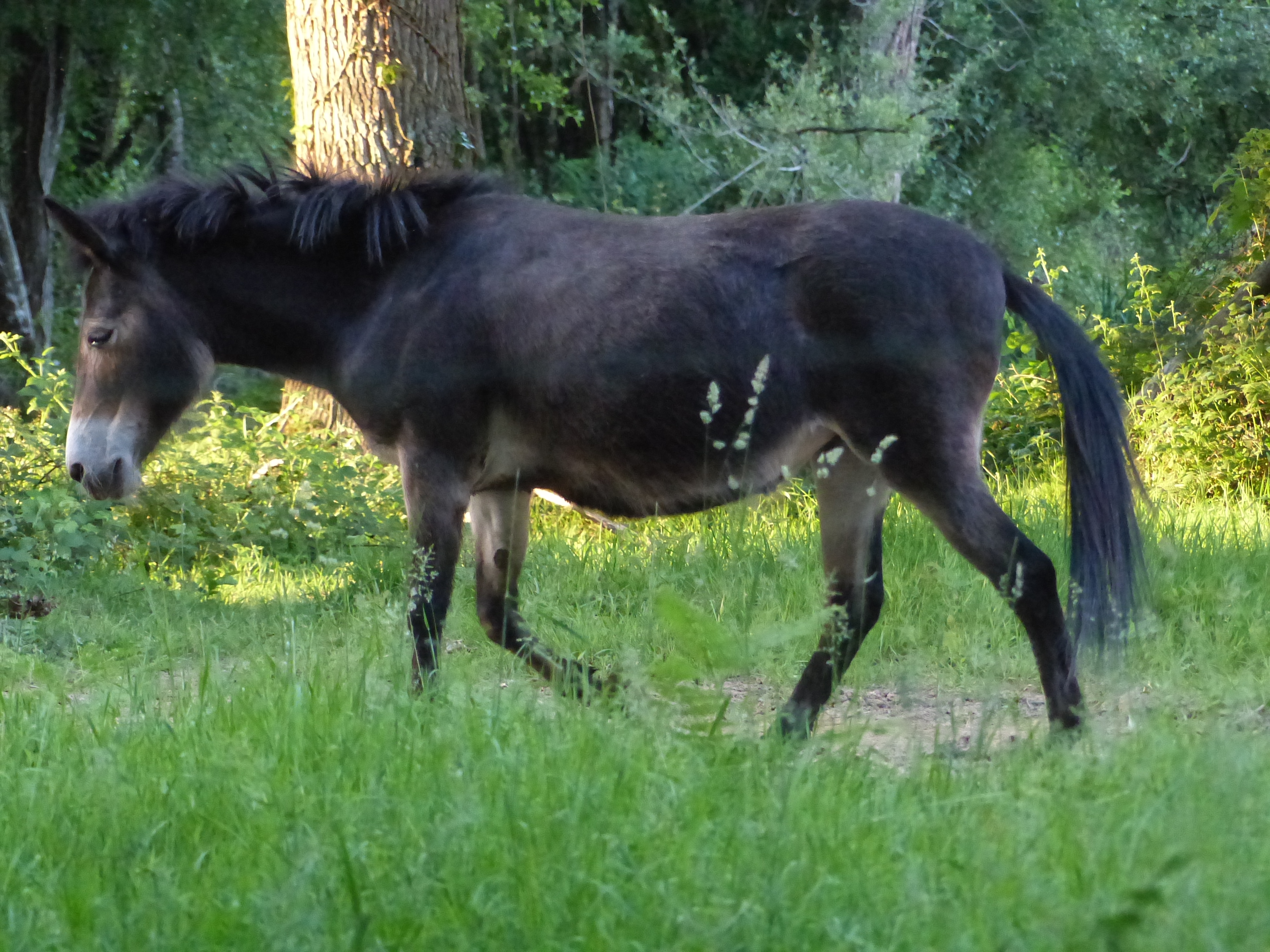
Französischer Maulesel

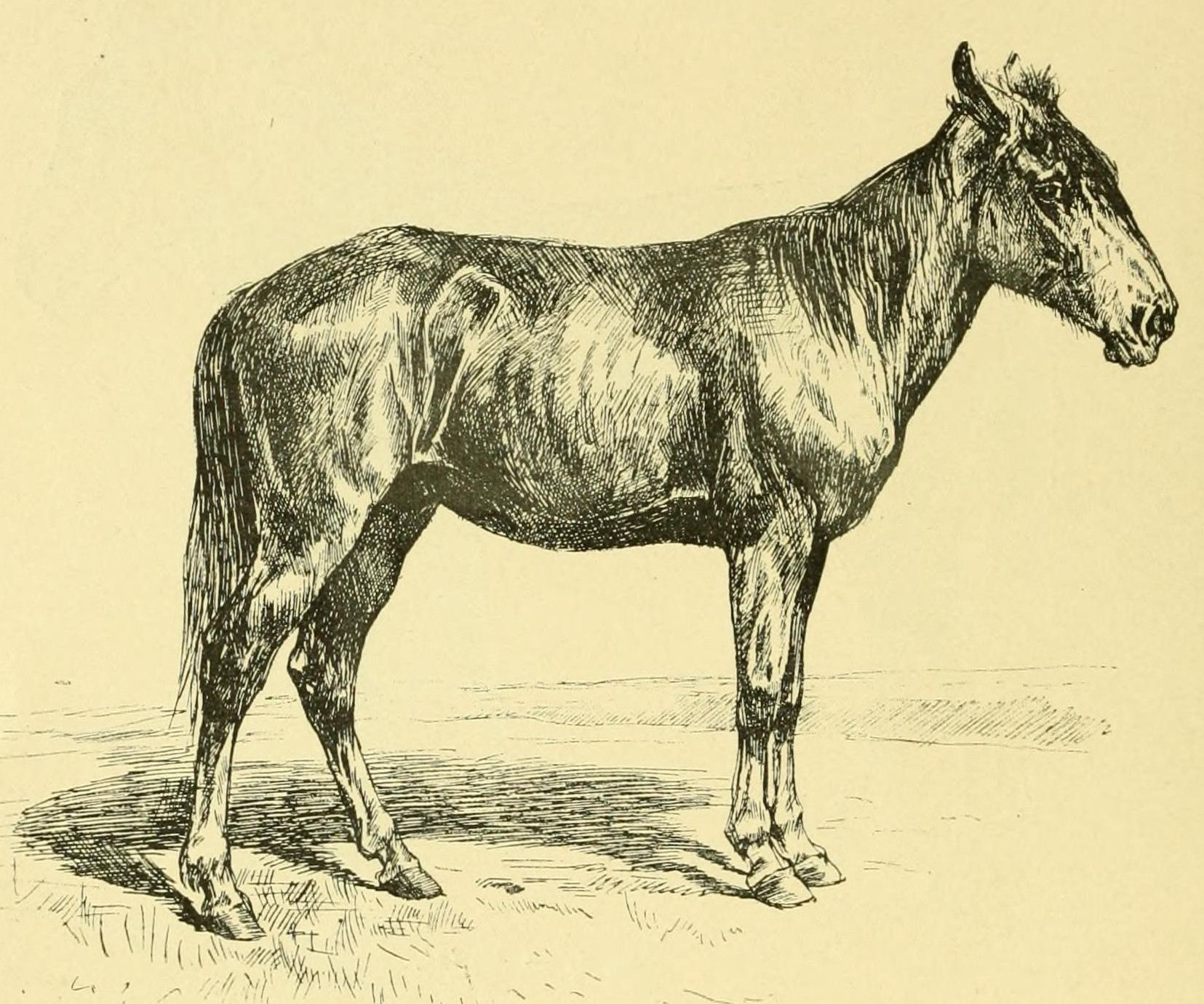
Maulesel aus Les races chevalines, 1898

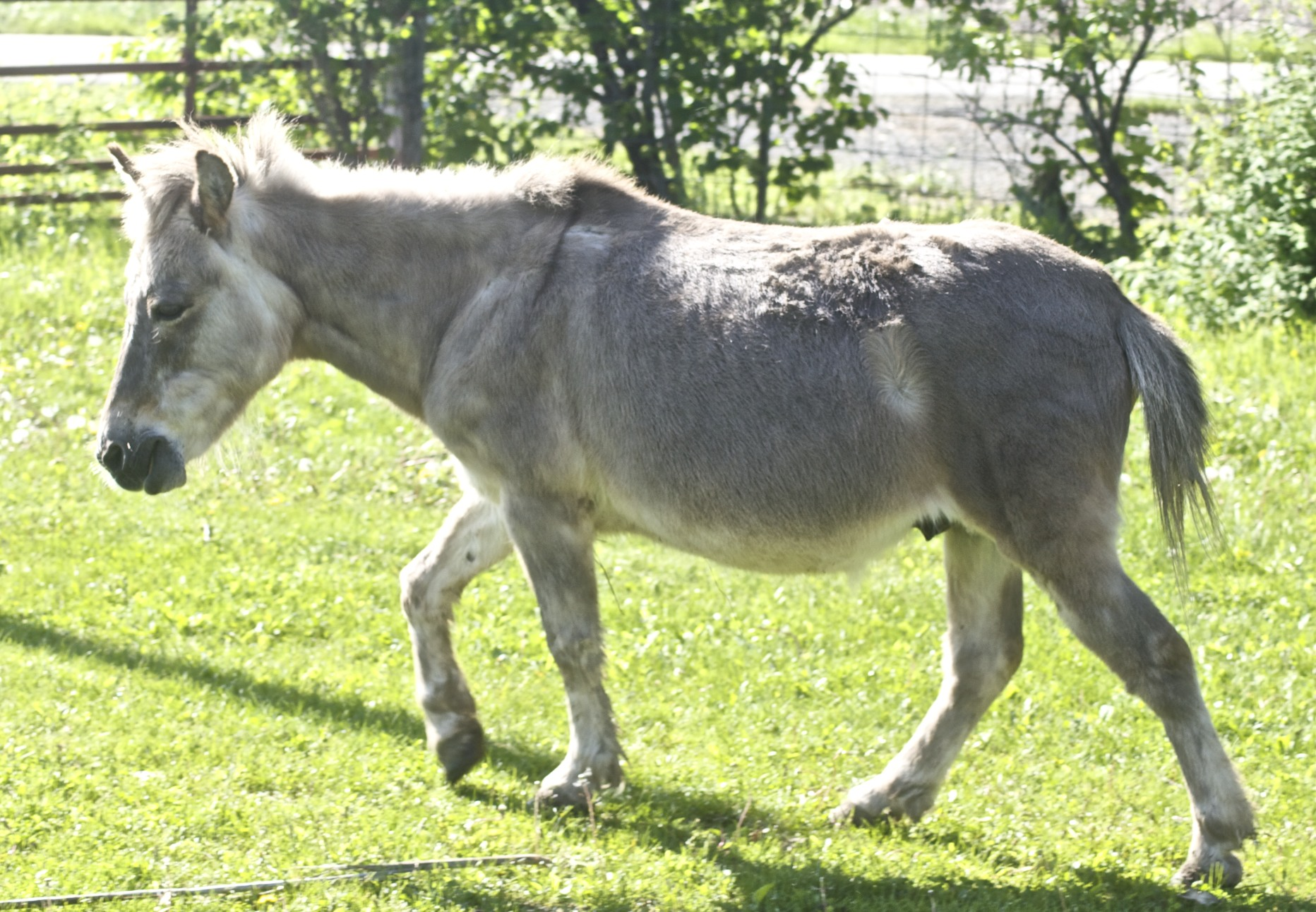
Ein grauer Maulesel auf einer Weide

Der Maulesel (lat. hinnus) ist das Kreuzungsprodukt eines Pferdehengstes (Vater) und einer Eselstute (Mutter), somit Hybride aus zwei Arten. Maulesel sind im Allgemeinen nicht fortpflanzungsfähig, bei Stuten gibt es Ausnahmen. Der Wortbestandteil Maul- ist dabei dem lateinischen mulus für „Maultier“ bzw. „Mischtier“ oder „Mischung“ entlehnt.

## Geschichte
Die Zucht von Hybriden aus Pferdehengst und Eselstute wurde wahrscheinlich simultan zu der Maultierzucht entdeckt. Diese Kreuzung war jedoch weniger von Erfolg gekrönt als das Maultier, da diese Arthybriden als „unansehnlich, störrisch und träge“ galten.

## Aussehen
Bei einem Maulesel ist die Mutter ein Esel und der Vater ein Pferd; beim Maultier ist es umgekehrt.
Maulesel sind äußerlich schwer von Maultieren zu unterscheiden. Ein Maulesel ähnelt mehr der Esel-Mutter. Er ist klein, mit dünnem, aber auf der ganzen Länge mit Langhaar bedecktem Schwanz. Die Ohren sind etwas kürzer als beim Maultier. Die Stimme ist wiehernd. Maulesel gelten als gutmütig, genügsam und widerstandsfähig. Sie sind weniger scheu als Pferde.
Im Verhältnis zur Körpergröße können sie viel Arbeit leisten. Am häufigsten wurden Maulesel als Zugtiere eingesetzt, unter anderem in Bergwerken Nordamerikas. Sie werden aber vereinzelt noch als Tragtiere verwendet und eignen sich auch als Reittiere.

## Zucht
Gezüchtet werden Maulesel besonders in Mittelmeerländern und Asien. Sie sind weitaus schwieriger zu züchten als Maultiere, da eine Eselstute von einem Pferdehengst wesentlich seltener trächtig wird als eine Pferdestute von einem Eselhengst. Aufgrund ihrer geringen Vorteile gegenüber Eseln werden diese Tiere nur selten gezüchtet.
Bei der Vermischung des Erbgutes von Eselstute (62 Chromosomen) und Pferdehengst (64 Chromosomen) entsteht ein ungerader diploider Chromosomensatz (63 Chromosomen).  Männliche Maulesel sind stets unfruchtbar (obwohl sie den Geschlechtsakt durchführen können), gelegentlich kommen jedoch fruchtbare Stuten vor. Die größere Ähnlichkeit mit dem Muttertier (Esel) beruht auf den Einzelheiten des nichtchromosomalen Aspektes der Vererbung, d. h. dem Umstand, dass die weibliche Eizelle den Hauptteil der Zellorganellen zur durch das eindringende Spermium gebildeten Zygote beiträgt. Dies erklärt, warum im daraus entstehenden Nachkommen (sog. Filialgeneration) die Merkmale der Eselsstute vorherrschen. Maulesel und Maultier sind ein Paradebeispiel für genomische Prägung.

## Maulesel in der Literatur
Literarische Erwähnung finden Maulesel im Krimi Ein Maulesel auf der Autobahn von Paul Berna und in den Follyfoot-Bänden von Monica Dickens. Während der Maulesel „Caesar“ bei Berna als Zugtier genutzt wird, hat Dickens’ „Willy“ eine lange Dienstzeit bei der Army hinter sich. In der Unendlichen Geschichte von Michael Ende wird Bastian von der Mauleselin Jicha getragen. Bastian erzählt ihr bei der Trennung eine Geschichte, die wahr werden soll: Jicha trifft auf einen weißen Hengst mit Flügeln und sie bekommt später einen Sohn, den weißen, schwingentragenden Maulesel Pataplán. 1936 schrieb Friedrich Glauser über den Maulesel eine Kurzgeschichte mit dem Titel Seppl; in dieser Fremdenlegionsepisode beschreibt er liebevoll den Charakter des Maulesels „Seppl“ und seine Beziehung zu ihm. Die Geschichte endet damit, dass das Tier Glauser bei einem Überfall das Leben rettet und dabei selbst stirbt. Glauser baute das Maultier auch in seinem Roman Die Fieberkurve ein und bezeichnete sich selbst gerne als Mulet (französisch für Maultier).